# アテ (小惑星)
アテ (111 Ate) は、小惑星帯に位置する大きくて暗い小惑星の一つ。1870年8月14日にアメリカ合衆国の天文学者、クリスチャン・H・F・ピーターズにより発見され、ギリシア神話の破壊の化身アーテーにちなんで命名された。2000年に、二ヶ月間隔で2度掩蔽が観測された。